# Ludovic Baal
Ludovic Baal (Caienna, 24 maggio 1986) è un calciatore francese, difensore del Template:Calcio Le Mans Villaret.

## Carriera

### Club
Nel 2007 debutta nella prima squadra del Le Mans. Dopo 109 presenze totali, con 3 reti segnate, il 7 giugno 2011 firma un quadriennale col Lens. Il 12 giugno 2015, in scadenza di contratto, si accorda col Rennes, firmando un contratto triennale.

### Nazionale
Debutta con la nazionale della Guyana Francese il 9 giugno 2012, in occasione dell'amichevole vinta 2-1 contro il Suriname.
Segna il suo primo gol con la maglia della nazionale il 10 ottobre 2012 nella sconfitta per 4-1 contro Anguilla, valida per le Qualificazioni alla Coppa dei Caraibi 2012.

## Statistiche

### Cronologia presenze e reti in nazionale
Aggiornato al 29 maggio 2023

| Cronologia completa delle presenze e delle reti in nazionale ― Guyana francese | Cronologia completa delle presenze e delle reti in nazionale ― Guyana francese | Cronologia completa delle presenze e delle reti in nazionale ― Guyana francese | Cronologia completa delle presenze e delle reti in nazionale ― Guyana francese | Cronologia completa delle presenze e delle reti in nazionale ― Guyana francese | Cronologia completa delle presenze e delle reti in nazionale ― Guyana francese | Cronologia completa delle presenze e delle reti in nazionale ― Guyana francese | Cronologia completa delle presenze e delle reti in nazionale ― Guyana francese |
| Data                                                                           | Città                                                                          | In casa                                                                        | Risultato                                                                      | Ospiti                                                                         | Competizione                                                                   | Reti                                                                           | Note                                                                           |
| ------------------------------------------------------------------------------ | ------------------------------------------------------------------------------ | ------------------------------------------------------------------------------ | ------------------------------------------------------------------------------ | ------------------------------------------------------------------------------ | ------------------------------------------------------------------------------ | ------------------------------------------------------------------------------ | ------------------------------------------------------------------------------ |
| 9-6-2012                                                                       | Caienna                                                                        | Guyana francese                                                                | 2 – 1                                                                          | Suriname                                                                       | Amichevole                                                                     | -                                                                              |                                                                                |
| 10-10-2012                                                                     | Basseterre                                                                     | Guyana francese                                                                | 1 – 4                                                                          | Trinidad e Tobago                                                              | Qualificazioni alla Coppa dei Caraibi 2012                                     | -                                                                              |                                                                                |
| 12-10-2012                                                                     | Basseterre                                                                     | Guyana francese                                                                | 4 – 1                                                                          | Anguilla                                                                       | Qualificazioni alla Coppa dei Caraibi 2012                                     | 1                                                                              |                                                                                |
| 14-10-2012                                                                     | Basseterre                                                                     | Saint Kitts e Nevis                                                            | 0 – 3                                                                          | Guyana francese                                                                | Qualificazioni alla Coppa dei Caraibi 2012                                     | -                                                                              | 35’                                                                            |
| 25-3-2015                                                                      | Remire-Montjoly                                                                | Guyana francese                                                                | 3 – 1                                                                          | Honduras                                                                       | Qual. Gold Cup 2015                                                            | -                                                                              |                                                                                |
| 27-3-2016                                                                      | Hamilton                                                                       | Bermuda                                                                        | 2 – 1                                                                          | Guyana francese                                                                | Qualificazioni alla Coppa dei Caraibi 2017                                     | -                                                                              |                                                                                |
| 30-3-2016                                                                      | Remire-Montjoly                                                                | Guyana francese                                                                | 3 – 0                                                                          | Cuba                                                                           | Qualificazioni alla Coppa dei Caraibi 2017                                     | 1                                                                              |                                                                                |
| 19-6-2016                                                                      | Remire-Montjoly                                                                | Guyana francese                                                                | 3 – 0                                                                          | Bermuda                                                                        | Qualificazioni alla Coppa dei Caraibi 2017                                     | -                                                                              | 87’                                                                            |
| 9-10-2016                                                                      | Remire-Montjoly                                                                | Guyana francese                                                                | 1 – 0                                                                          | Saint Kitts e Nevis                                                            | Qualificazioni alla Coppa dei Caraibi 2017                                     | -                                                                              |                                                                                |
| 9-11-2016                                                                      | Port-au-Prince                                                                 | Haiti                                                                          | 2 – 5                                                                          | Guyana francese                                                                | Qualificazioni alla Coppa dei Caraibi 2017                                     | 1                                                                              |                                                                                |
| 12-7-2017                                                                      | Houston                                                                        | Honduras                                                                       | 3 – 0                                                                          | Guyana francese                                                                | Gold Cup 2017 - 1º Turno                                                       | -                                                                              |                                                                                |
| 15-7-2017                                                                      | Frisco                                                                         | Costa Rica                                                                     | 3 – 0                                                                          | Guyana francese                                                                | Gold Cup 2017 - 1º Turno                                                       | -                                                                              | 61’                                                                            |
| 6-7-2021                                                                       | Fort Lauderdale                                                                | Trinidad e Tobago                                                              | 1 – 1 (8 - 7 dtr)                                                              | Guyana francese                                                                | Qual. Gold Cup 2015                                                            | -                                                                              | Cap.                                                                           |
| 3-6-2022                                                                       | Caienna                                                                        | Guyana francese                                                                | 2 – 0                                                                          | Guatemala                                                                      | CONCACAF Nations League 2022-2023 - Fase a gironi                              | -                                                                              | Cap.                                                                           |
| 6-6-2022                                                                       | Santo Domingo                                                                  | Rep. Dominicana                                                                | 2 – 3                                                                          | Guyana francese                                                                | CONCACAF Nations League 2022-2023 - Fase a gironi                              | -                                                                              | Cap.                                                                           |
| 14-6-2022                                                                      | Caienna                                                                        | Guyana francese                                                                | 1 – 0                                                                          | Belize                                                                         | CONCACAF Nations League 2022-2023 - Fase a gironi                              | -                                                                              | Cap. 43’                                                                       |
| 19-11-2022                                                                     | Paramaribo                                                                     | Suriname                                                                       | 1 – 3                                                                          | Guyana francese                                                                | Amichevole                                                                     | -                                                                              | Cap.                                                                           |
| 23-3-2023                                                                      | Remire-Montjoly                                                                | Guyana francese                                                                | 1 – 1                                                                          | Rep. Dominicana                                                                | CONCACAF Nations League 2022-2023 - Fase a gironi                              | -                                                                              | Cap. 83’                                                                       |
| 28-3-2023                                                                      | Città del Guatemala                                                            | Guatemala                                                                      | 4 – 0                                                                          | Guyana francese                                                                | CONCACAF Nations League 2022-2023 - Fase a gironi                              | -                                                                              | Cap. 68’                                                                       |
| 17-6-2023                                                                      | Fort Lauderdale                                                                | Guyana francese                                                                | 4 – 1                                                                          | Sint Maarten                                                                   | Qual. Gold Cup 2023                                                            | -                                                                              | Cap. 64’                                                                       |
| 21-6-2023                                                                      | Fort Lauderdale                                                                | Saint Kitts e Nevis                                                            | 1 – 1 (5 - 3 dtr)                                                              | Guyana francese                                                                | Qual. Gold Cup 2023                                                            | -                                                                              | Cap. 72’                                                                       |
| 8-9-2023                                                                       | Hamilton                                                                       | Bermuda                                                                        | 0 – 0                                                                          | Guyana francese                                                                | CONCACAF Nations League 2023-2024 - 1º Turno                                   | -                                                                              | Cap. 28’                                                                       |
| Totale                                                                         |                                                                                | Presenze                                                                       | 22                                                                             |                                                                                | Reti                                                                           | 3                                                                              |                                                                                |

## Palmarès

### Club

#### Competizioni nazionali
- Coppa di Francia: 1

Rennes: 2018-2019